# خاره‌چسب سختیان
خاره‌چسب سختیان (نام علمی: Cymbula safiana) نام یک گونه از خانواده کشکک‌داران است.